# Made in Germany Live
Made In Germany Live (с англ. — «Сделано в Германии») — альбом немецкой поп-певицы Nena, выпущенный 17 сентября 2010 года. В альбоме содержится живое выступление в Берлине 24 апреля 2010 года, а также бонус-треки с концертов 2009 и 2010 годов в специальном издании альбома.

## Трек-лист
- CD 1

1. «Made in Germany» — 5:09
2. «SchönSchönSchön» — 4:21
3. «Nur geträumt» — 6:11
4. «Lass die Leinen los» — 4:53
5. «Wunder gescheh’n» — 5:55
6. «Geheimnis» — 3:09
7. «Wir sind wahr» — 5:32
8. «? (Fragezeichen)» — 4:27
9. «Tokyo» — 3:16
10. «Liebe ist» — 6:06
11. «Du bist so gut für mich» — 5:51
12. «Willst du mit mir geh’n?» — 5:14
13. «Ich bin hyperaktiv» — 6:36

- CD 2

1. «Ganz viel Zeit» — 7:14
2. «99 Luftballons» — 4:23
3. «Leuchtturm / Haus der drei Sonnen»- 7:03
4. «Schmerzen» — 5:40
5. «In meinem Leben» — 7:27
6. «Nachts wenn es warm ist» — 5:50
7. «Irgendwie, irgendwo, irgendwann» — 4:34
8. «Der Anfang» — 10:54

- Бонусные треки

1. «Strangers» — 2:57
2. «Ecstasy» — 3:09
3. «Engel der Nacht» — 2:55
4. «Du hast dich entschieden» — 3:27
5. «Heute hab ich die Sonne mit dem Mond verwechselt» — 3:30
6. «Liebe isch …» — 3:53